# 莎薹草
莎薹草（学名：Carex bohemica），为莎草科薹草属下的一个植物种，分布于朝鲜北部、亚洲、欧洲、日本以及中国大陆的吉林、黑龙江等地，生长于海拔400米至700米的地区，常生于湿地、河边沙地和沼泽旁，目前尚未由人工引种栽培。

## 别名
莎状薹草（中国高等植物图鉴）

## 异名
- Carex cyperoides Murr. ex L.